# Adolf von Daniel
Adolf Friedrich Daniel, ab 1853 von Daniel, (* 8. September 1816 in Großgartach; † 2. Januar 1893 in Stuttgart) war ein württembergischer Politiker und Oberamtmann.

## Leben und Beruf
Adolf Daniel war der Sohn eines Baders und Chirurgen. Er studierte von 1837 bis 1840 Rechts- und Kameralwissenschaften an der Eberhard Karls Universität Tübingen, 1840 legte er die 1. und 2. höhere Dienstprüfung ab. Von 1840 bis 1841 war er Kanzleihilfsarbeiter bei der Regierung des Schwarzwaldkreises in Reutlingen und Oberamtsaktuar in Hall. Von 1842 bis 1844 arbeitete er als Kanzleiassistent bzw. Ministerialsekretär beim Innenministerium in Stuttgart, von 1845 bis 1846 als Assessor bei der Regierung des Neckarkreises in Ludwigsburg. Von 1846 bis 1849 war er Oberamtmann in Backnang und von 1849 bis 1883 in Hall, seit 1858 mit Titel und Rang eines Regierungsrats. 1883 trat er als Regierungsdirektor in den Ruhestand. Während der 1850er-Jahre fungierte er auch als Regierungskommissar bei der Bereinigung der bayerisch-württembergischen Grenze. 1859 leitete er die Grundstücksankäufe der Eisenbahnverwaltung im Raum Schwäbisch Hall.

## Politik
Daniel war von 1851 bis 1855 Abgeordneter des Bezirks Backnang in der Zweiten Kammer des württembergischen Landtags. 

## Ehrungen, Nobilitierung
- 1856 Ritterkreuz 1. Klasse des Friedrichsordens
- 1865 Ritterkreuz 1. Klasse des Ordens der württembergischen Krone, welches mit dem persönlichen Adelstitel (Nobilitierung) verbunden war
- 1874 Krone zum Ritterkreuz 1. Klasse des Ordens der württembergischen Krone[1]
- 1874 Ernennung zum Ehrenbürger von Hall